# C11orf68
C11orf68 (англ. Chromosome 11 open reading frame 68) – білок, який кодується однойменним геном, розташованим у людей на 11-й хромосомі. Довжина поліпептидного ланцюга білка становить 251 амінокислот, а молекулярна маса — 27 355.
| 10         |  | 20         |  | 30         |  | 40         |  | 50         |
| ---------- |  | ---------- |  | ---------- |  | ---------- |  | ---------- |
| MEPGEELEEE |  | GSPGGREDGF |  | TAEHLAAEAM |  | AADMDPWLVF |  | DARTTPATEL |
| DAWLAKYPPS |  | QVTRYGDPGS |  | PNSEPVGWIA |  | VYGQGYSPNS |  | GDVQGLQAAW |
| EALQTSGRPI |  | TPGTLRQLAI |  | THHVLSGKWL |  | MHLAPGFKLD |  | HAWAGIARAV |
| VEGQLQVAKV |  | SPRAKEGGRQ |  | VICVYTDDFT |  | DRLGVLEADS |  | AIRAAGIKCL |
| LTYKPDVYTY |  | LGIYRANRWH |  | LCPTLYESRF |  | QLGGSARGSR |  | VLDRANNVEL |
| T          |  |            |  |            |  |            |  |            |

A: Аланін

C: Цистеїн

D: Аспарагінова кислота

E: Глутамінова кислота

F: Фенілаланін

G: Гліцин

H: Гістидин

I: Ізолейцин

K: Лізин

L: Лейцин

M: Метіонін

N: Аспарагін

P: Пролін

Q: Глутамін

R: Аргінін

S: Серин

T: Треонін

V: Валін

W: Триптофан

Задіяний у таких біологічних процесах, як альтернативний сплайсинг, метилювання. 